# Tetragnatha puella
Tetragnatha puella är en spindelart som beskrevs av Tord Tamerlan Teodor Thorell 1895. Tetragnatha puella ingår i släktet sträckkäkspindlar, och familjen käkspindlar. Inga underarter finns listade i Catalogue of Life.